# The Neon Singles
The Neon Singles es un álbum recopilatorio de Erasure que incluye todos los sencillos del álbum The Neon. Será lanzado el 4 de diciembre de 2020.

## Detalles
A raíz de la cuarentena, en lugar de lanzarse de manera física cada sencillo, se decidió juntar a los 3 en una caja.

## Lista de canciones
| Hey Now (Think I Got A Feeling) |                                                                      |               |          |  |
| N.º                             | Título                                                               | Escritor(es)  | Duración |  |
| 1.                              | «Hey Now (Think I Got A Feeling)» (Daybreakers Remix)                | (ClarkeBell)  |          |  |
| 2.                              | «Hey Now (Think I Got A Feeling)» (Daybreakers Dub)                  | (Clarke/Bell) |          |  |
| 3.                              | «Hey Now (Think I Got A Feeling)» (Daybreakers Instrumental)         | (Clarke/Bell) |          |  |
| 4.                              | «Hey Now (Think I Got A Feeling)» (Philip George Remix)              | (Clarke/Bell) |          |  |
| 5.                              | «Hey Now (Think I Got A Feeling)» (Philip George Dub Remix)          | (Clarke/Bell) |          |  |
| 6.                              | «Hey Now (Think I Got A Feeling)» (Philip George Remix Instrumental) | (Clarke/Bell) |          |  |
| 7.                              | «Hey Now (Think I Got A Feeling)» (Nimmo Remix)                      | (Clarke/Bell) |          |  |
| 8.                              | «Hey Now (Think I Got A Feeling)» (Nimmo Remix Extended Dub)         | (Clarke/Bell) |          |  |
| 9.                              | «Hey Now (Think I Got A Feeling)» (Nimmo Remix Instrumental)         | (Clarke/Bell) |          |  |
| 10.                             | «Shot a Satellite» (Initial Talk Remix)                              | (Clarke/Bell) |          |  |

| Nerves of Steel |                                                                  |               |          |  |
| N.º             | Título                                                           | Escritor(es)  | Duración |  |
| 1.              | «Nerves of Steel» (Extended Mix -Vince Clarke-)                  | (ClarkeBell)  |          |  |
| 2.              | «Nerves of Steel» (Bright Light Bright Light Remix)              | (Clarke/Bell) |          |  |
| 3.              | «Nerves of Steel» (Bright Light Bright Light Remix Dub)          | (Clarke/Bell) |          |  |
| 4.              | «Nerves of Steel» (Bright Light Bright Light Remix Instrumental) | (Clarke/Bell) |          |  |
| 5.              | «Nerves of Steel» (7th Heaven Radio Edit)                        | (Clarke/Bell) |          |  |
| 6.              | «Nerves of Steel» (7th Heaven Club Mix)                          | (Clarke/Bell) |          |  |
| 7.              | «Nerves of Steel» (7th Heaven Dub Mix)                           | (Clarke/Bell) |          |  |
| 8.              | «Nerves of Steel» (7th Heaven Remix Instrumental)                | (Clarke/Bell) |          |  |
| 9.              | «Shot a Satellite» (Initial Talk Extended Dub)                   | (Clarke/Bell) |          |  |

| Fallen Angel |                                                      |               |          |  |
| N.º          | Título                                               | Escritor(es)  | Duración |  |
| 1.           | «Fallen Angel» (Georgia Remix)                       | (ClarkeBell)  |          |  |
| 2.           | «Fallen Angel» (Georgia Dub)                         | (Clarke/Bell) |          |  |
| 3.           | «Fallen Angel» (Georgia Remix Instrumental)          | (Clarke/Bell) |          |  |
| 4.           | «Fallen Angel» (Confidence Man Remix)                | (Clarke/Bell) |          |  |
| 5.           | «Fallen Angel» (Confidence Man Dub)                  | (Clarke/Bell) |          |  |
| 6.           | «Fallen Angel» (Confidence Man Remix Instrumental)   | (Clarke/Bell) |          |  |
| 7.           | «Fallen Angel» (Ben Rainey Remix)                    | (Clarke/Bell) |          |  |
| 8.           | «Fallen Angel» (Ben Rainey Dub)                      | (Clarke/Bell) |          |  |
| 9.           | «Fallen Angel» (Ben Rainey Remix Instrumental)       | (Clarke/Bell) |          |  |
| 10.          | «Shot a Satellite» (Initial Talk Remix Instrumental) | (Clarke/Bell) |          |  |